# Der brave Sünder
Der brave Sünder ist eine Filmkomödie des Regisseurs Fritz Kortner aus dem Jahr 1931. Die Literaturverfilmung basiert auf dem Roman Die Defraudanten (1927) des sowjetischen Schriftstellers Walentin Petrowitsch Katajew. In der Hauptrolle verkörpert Max Pallenberg den ehrlichen Kassierer Leopold Pichler. Als Darsteller steht ihm zur Seite Heinz Rühmann, dem kurz zuvor mit der Filmkomödie Die Drei von der Tankstelle der Durchbruch gelang.

## Handlung
Der Kassierer Leopold Pichler, seines Zeichens ein aufrichtiger, loyaler Kassierer in Person, und sein Assistent Wittek sollen von der Bank eine große Summe Bargeld abheben. Da jedoch ihr beider Chef sich auf eine Geschäftsreise nach Wien begeben hat, reisen die beiden ihm hinterher, um ihm das Geld zu übergeben.
In Österreich angekommen, erliegen beide der Versuchung, die in ihrem Besitz befindliche Bargeldsumme durch riskante Einsätze in Spielcasinos zu vergrößern. Es kommt wie es kommen muss: Die beiden verlieren. Beide bereuen, das Geld, welches gar nicht ihnen gehörte, eingesetzt zu haben. Nun stellt sich ihnen die Frage, wie sie das Geld wieder in ihren Besitz schaffen können, ohne dass ihr Chef einen Verdacht schöpft, dass das Geld zwischenzeitlich veruntreut wurde.

## Produktionsnotizen
Der Film kam am 22. Oktober 1931 in die deutschen Kinos.
Der Film wurde vom 10.–27. August 1931 gedreht. Ein Drehbericht mit Werkfotos von Stefan Lorant erschien in der Zeitschrift "Die Filmwoche".

## Kritiken
„Deutsche Tonfilmkomödie mit einem der wenigen Leinwandauftritte des legendären Schauspielers Max Pallenberg.“